# گروه سیج
گروه سیج (به انگلیسی: Sage Group) شرکت نرم‌افزاری بریتانیایی است، که در زمینهٔ طراحی و ساخت نرم‌افزارهای سازمانی و مدیریت ارتباط با مشتری، نرم‌افزار یکپارچهٔ برنامه‌ریزی منابع سازمان(ERP)، نرم‌افزارهای حسابداری و بانکداری فعالیت می‌کند.
شرکت سیج در سال ۱۹۸۱ توسط دیوید گلدمن و با مشارکت گراهام وایلی و پل مولر تأسیس شد و هم‌اکنون دارای عملیات در ۲۴ کشور جهان است، که تمرکز آن در حوزه ساخت نرم‌افزارهای برنامه‌ریزی منابع سازمانی است و پس از شرکت‌های اوراکل و اس‌آپ رتبه سوم جهان را در این حوزه دارا می‌باشد.
در حال حاضر گروه سیج با در اختیار داشتن بیش از ۶٫۱ میلیون مشتری به‌عنوان بزرگترین ارائه‌کننده نرم‌افزارهای مورد نیاز کسب‌وکارهای کوچک در جهان شناخته می‌شود.
دفتر مرکزی این شرکت در شهر نیوکاسل آپون تاین، انگلستان قرار دارد و دفتر بین‌المللی آن نیز در شهر ارواین، کالیفرنیا مستقر می‌باشد. بخشی از سهام شرکت سیج در بازار بورس اوراق بهادار لندن معامله می‌شود.